# René de la Rouveraye
René de la Rouveraye, né au château de Bressault, Ménil (Mayenne), mort le 10 novembre 1572 à Angers, était un capitaine huguenot qui sema la terreur dans l'Ouest de la France durant les Guerres de religion. Il fut des premiers adeptes du protestantisme armé. On connaît de façon imparfaite le plus grand nombre de ses crimes qui avaient été couverts par l'édit de pacification de 1570. Il était surnommé le Diable de Bressault.

## Biographie

### Origine
Il est le fils de Claude de la Rouveraye et d'Urbaine de Beaumanoir. Sa mère, veuve avant 1554 et toujours catholique, s'était pourtant remariée à Anne de Guérin, qu'on dit avoir été huguenot. Urbaine de Beaumanoir est issu d'une lignée cadette de la célèbre maison de Beaumanoir, et avait pour cousin, issu de germains, Jean de Beaumanoir.
Les de la Rouvraye s'allièrent aux d'Andigné, aux de la Jaille et aux autres familles nobles de la contrée. Ils portaient comme armoiries, selon la seconde partie de l'Histoire de Sable, par Gilles Ménage : D'argent à trois têtes de cheval percées de sable. Selon le feudiste Audouys: De gueules à trois têtes de cheval d'or percées de sable posées 2 et 1
Il participa activement aux combats des  guerres civiles entre 1560 et 1571, et y gagna une réputation de cruauté.

### Pendant la première guerre de Religion
Il fit partie de la conjuration d'Amboise (1560), dont l'instigateur pour l'Anjou était Joachim de la Chesnaie, mari de Marguerite de Feschal . On comptait au premier rang des seigneurs angevins les deux frères de Soucelles et René de la Rouvraye.  Pour André Joubert, le prince de Condé était l'âme du complot, dans lequel trempaient la comtesse de Laval, Guyonne de Rieux; la Chesnaie-Lallier, René de la Rouvraye, Jean de Criquebœuf, capitaine de Montjean, et l'élite de la noblesse calviniste. 
Rentrés dans son fief, la Rouvraye et son compagnon rassemblèrent une poignée de soldats, avec lesquels ils s'emparèrent de Craon, dont le Château de Craon appartenait à un seigneur catholique de la famille de la Trémoille. Ils réussirent également à prendre la Lande de Niafles et Congrier, où ils tuèrent deux habitants.
L'émeute de la journée des mouchoirs avait ensanglanté les rues d'Angers, le 14 octobre 1560, et des troubles avaient éclaté sur plusieurs point de l'Anjou et du Maine. René de la Rouvraye, allié à Hercule de Saint-Aignan, comme lui du parti des religionnaires, « faisoit mille ravages dans la contrée ». Il guerroyait en Poitou, au printemps de l'année 1561, quand il fut assailli par des forces nombreuses et réduit à chercher son salut dans une prompte fuite. Les hostilités se ralentirent pendant les derniers mois; mais le Massacre de Wassy, au mois de février 1562, raviva toutes les haines.

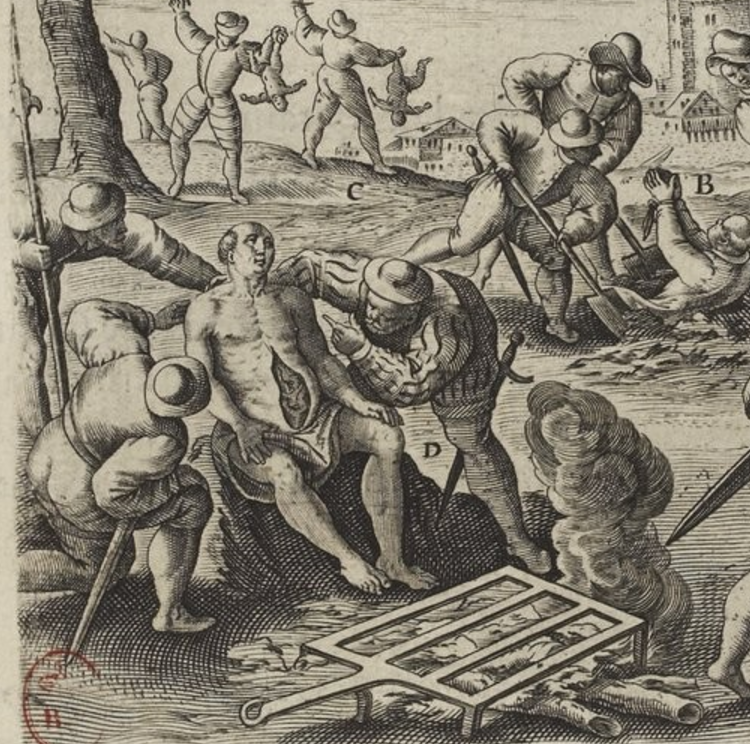
Les déprédations au Mans dans le 'Théâtre de cruautez'.

Il se retrouve à la prise et au pillage de la ville du Mans le 3 avril 1562. Pendant les trois mois de leur séjour les huguenots se livrèrent ainsi à toutes sortes d'excès et de crimes dont on accusa principalement la Rouveraye. André Joubert indique que toutes les enquêtes sont d'accord pour constater les déprédations commises « par le sire de Bersault ». Pierre Renouard a raconté, dans ses Essais historiques sur le Maine, qu'après avoir mutilé un chanoine les calvinistes firent cuire ses chairs, le forcèrent à les manger, et après lui ouvrirent le ventre.

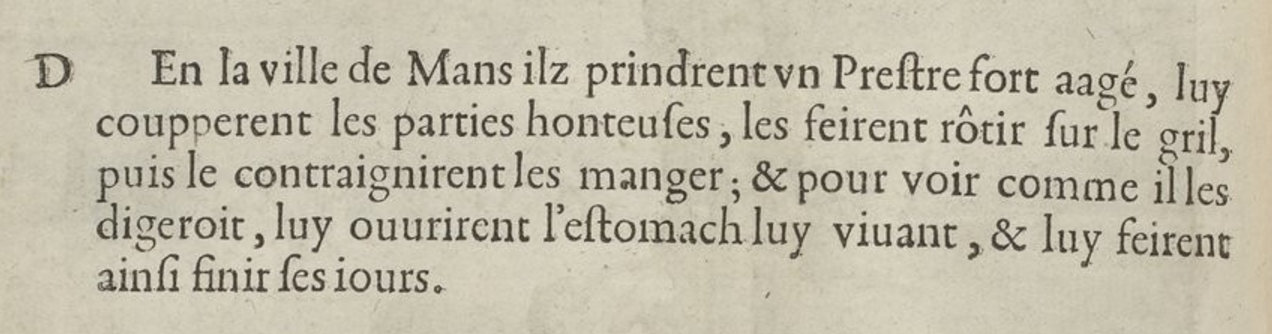
Les déprédations au Mans dans le 'Théâtre de cruautez'.

Pendant l'occupation du Mans, les protestants dévastèrent les églises et les couvents livrés au pillage et à l'incendie, profanèrent les tabernacles et les tombeaux, et firent main basse sur tous les objets qui avaient une valeur vénale. Les reliques, parements et vêtements de l'église de Saint-Julien devinrent la proie de la Rouvraye. D'après le procès-verbal le chiffre des pertes est évalué à plus de 250 000 francs.
Il faut croire que la Rouvraye ne séjourna pas au Mans pendant longtemps, car il s'emparait de nouveau, au mois d'avril, de la place de Craon, de concert avec la Chesnaie-Lallier. D'autres aventures ayant entraîné les deux chefs au loin, ils laissèrent le commandement de la ville au sieur de Gaubert, dont les soldats saccagèrent l'Abbaye de la Roë. 
Il alla rejoindre Gabriel Ier de Montgommery en Normandie : « Durant cette saison, ainsi que le comte de Montgommery avec la Motte-Tibergeau, Bressault, Davaines, manceaux les plus assurés meurtriers du temps et leurs troupes, couraient et ravageaient par le pays, se commettaient plusieurs et énormes cruautés par eux et leur suite à l'endroit des pauvres prêtres. ».  La Rouvraye profita de l'absence de Jean de Champagne, pour envahir Parcé. L'église fut pillée, les orgues brûlées, les chapelles dévastées, les prêtres égorgés et les habitants massacrés.

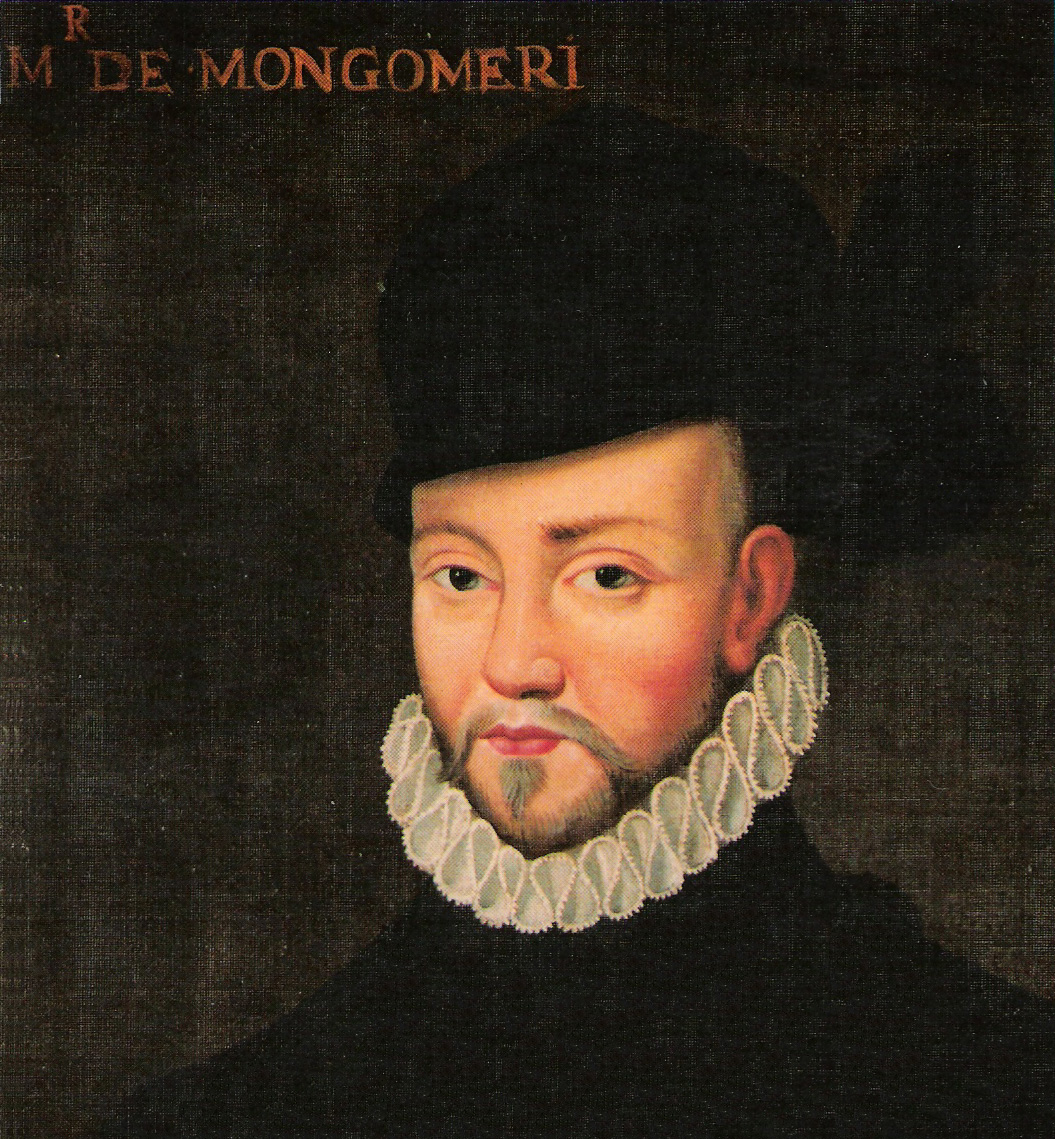
Gabriel de Lorges, comte de Montgomery.
Anonyme, XVIe siècle.

Après la prise de Vire, Gabriel Ier de Montgommery se rendit sur les côtes pour y recevoir les Anglais qu'il avait mandés et qui ne tardèrent pas à débarquer. Bressault fut du nombre de ceux qui l'abandonnèrent plutôt que de combattre avec l'étranger contre l'armée royale de France. Il alla à Caen et s'attacha au service du duc de Bouillon.
Il passait le 27 mai 1563 à Rouen, assure-t-on, avec le capitaine Coulombières, Aigneaux, Moineville et Fontenailles, le seigneur du Mesnil-Barré, pour aller droit à la Cour de France.
Mais en juillet 1564, il était de retour à son château de Bressault, s'emparait des biens ecclésiastiques à sa convenance, pillait et saccageait. Toutefois, s'il prit part aux brigandages commis à Sablé et à l'Abbaye de Bellebranche, son nom n'est pas cité.

### Pendant la deuxième guerre de Religion
La deuxième guerre éclate précisément le 28 septembre 1567. René de la Rouveraye, saccagea, le 13 octobre 1567, l'église de Notre-Dame de Sablé dont les vitraux furent mutilés à coups d'arquebuses. Vers le même temps, l'Abbaye de Beaulieu du Mans était à son tour dévastée par la bande de Bressault.

### Pendant la troisième guerre de Religion
Lors de la troisième guerre de Religion (1568-1570), les auteurs de la France Protestante le font figurer à la Bataille de Saint-Denis (14 octobre 1567).
La Paix de Longjumeau, conclue le 23 février 1568, suspendit momentanément les combats. Mais Château-Gontier fut occupé, en pleine paix, par les huguenots; les habitants, effrayés, coururent se réfugier å Angers, au mois de septembre, en annonçant l'approche de 6000 rebelles, commandés par François de Coligny d'Andelot, et parmi lesquels était le diable de Bressault. Un combat eut lieu sur la levée, et divers engagements se livrèrent aux Rosiers, à Saint-Mathurin et à Saint-Martin, le 13 septembre 1568. Les huguenots, victorieux, dévastèrent l'Abbaye de Saint-Maur-sur-Loire.
En 1568, « François de Coligny d'Andelot, le vidame de Chartres, Gabriel Ier de Montgommery, François de La Noue, Charles de Beaumanoir-Lavardin, Bressault et autres huguenots, ayant, dit Pierre Louvet, fait amas de huguenots en Bretagne, Anjou et Normandie, se mirent en devoir de passer la rivière de Loire pour se joindre au prince de Condé mais le sieur de Martigues vint au davant sur la levée à Saint-Mathurin qui les mist tous en déroute. Le lendemain seizième jour des dicts mois et an, les huguenots, craignant estre enclos sur la levée, passèrent la rivière au droict de Saint-Remy et Saint-Maur du côté du Poistou, où il s'en noya beaucoup et lesquelz laissèrent beaucoup de bagages dont les habitants s'emparèrent et allèrent les dicts huguenots à Nyort et à Angoulême qu'ils pillèrent.. ».
Sébastien de Luxembourg-Martigues les battit le 16 septembre 1568. Bressault, avec quelques-uns, échappa et alla piller Niort et Angoulême. « Le 3 février 1569, écrit Lancelot Voisin de La Popelinière, la cornette de Bressault fut surprise et rompue auprès de Thouars. Michel de Castelnau Mauvissière à peu près dit la même chose: «En ce mesme temps le comte de Brissac qui veilloit à toutes occasions défit la compagnie de Bressault. »
René de la Rouvraye assistait comme colonel d'un régiment d'arquebusiers au Siège de Poitiers qui dura sept semaines, du 24 juillet au 7 septembre 1569. Il devait se trouver à la Bataille de Moncontour, livré le 3 octobre 1569.

### Après la pacification

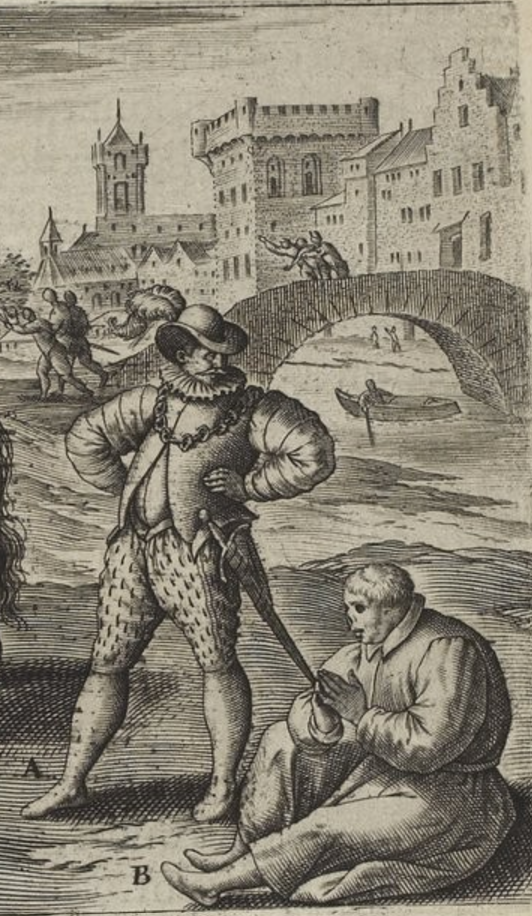
Pour Brantôme, la représentation de la Rouveraye avec une chaîne d'oreilles en forme de baudrier dans le 'Théâtre de cruautez'.

La Rouveraye profite de l'édit de pacification de 1570 pour revenir en Anjou. Pendant les années 1570 et 1571, malgré la présence de Charles IX qui visita l'Anjou, Bressault continua de donner la chasse aux prestres qu'il tondoit de fort près. Ses coreligionnaires célébraient sa bravoure et sa prudence «ès guerres fuyantes »
Il terrorise le pays. A la Selle-Craonnaise, le prieur claustral de l'Abbaye de la Roë veut recueillir ses dîmes, mais Bressault menace et maltraite les fermiers. Ses émissaires ne parlent que l'épée à la main et, pour couper court à toute résistance, feignent de mander leur maître qui est, disent-ils, à la Lande de Niafles avec grande compagnie (13 août 1571). Une nuit il tente l'escalade du château de Taigné à Ménil, tue son closier de la Rochepaillère ainsi que noble homme Antoine Aubry, pille et incendie jusqu'à Saint-Brice, dans les domaines de l'Abbaye de Bellebranche. Tous ces crimes sont énumérés dans son procès.
En 1571, en l'absence de Messire Claude de Racappé, chevalier de l'ordre du roi, capitaine des gardes, seigneur de Magnannes et de Ménil, son seigneur de fief, René de la Rouvrayé eut l'audace de se révolter contre son suzerain (Félonie). II osa réunir ses troupes « en assemblée illicite, de nuit, à port d'armes et son de tabourin, dresser et planter échelles et assaillir le lieu et maison seigneurial de Maignannes y étant la Dame de Maignaunes et ses enfants ». Le Grand prévôt de France Nicolas de Bauffremont, averti de ces événements, arriva suivi d'une nombreuse compagnie d'archers à Angers, le 19 octobre 1571. Il partit immédiatement avec une forte troupe et un canon pour aller attaquer Bressault dans son repaire. Il assiégea la Rouvraye retranché dans son Château. Le capitaine huguenot se défendit, fut pris, mais il parvint à s'échapper, déguisé, en laissant derrière lui son manoir démantelé et ruiné.

### L'exécution

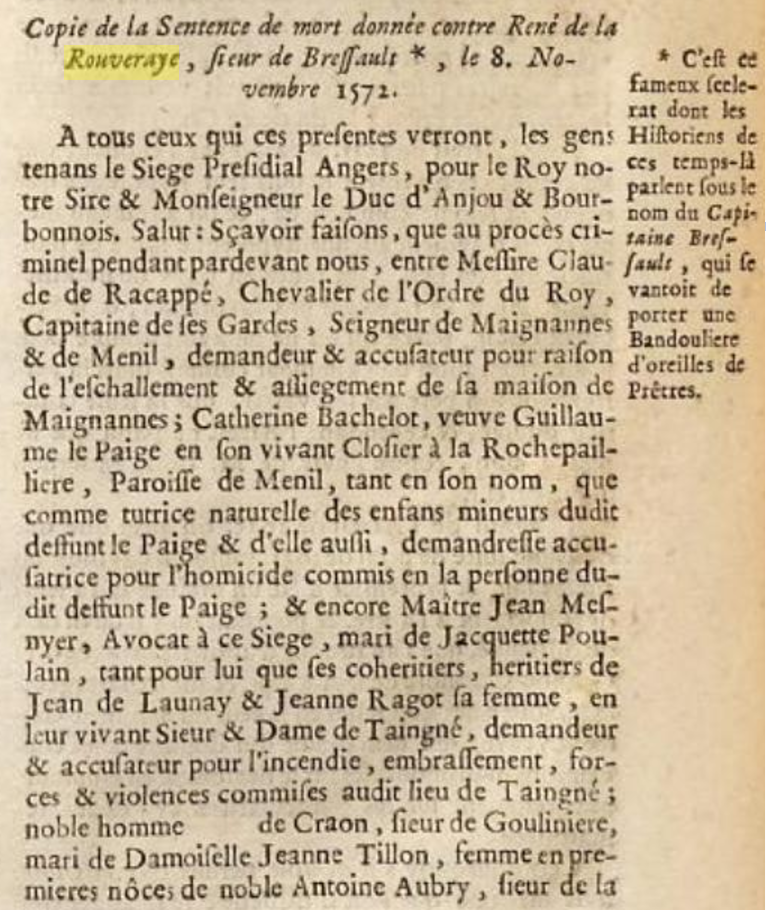
Copie de la sentence dans Coustumes du pays et duché d'Anjou (1725)

Il fut enfin découvert après le Massacre de la Saint-Barthélémy et emmené prisonnier sous bonne escorte à Angers, par le Grand prévôt de France, le 8 octobre 1572: « Le Mercredy huitième jour d'octobre audict an 1572, dit Louvet, René de la Rouvraye, escuyer, sieur de Bressault, fust prins et amené prisonnier ès-prisons royaulx d'Angers par M. le prévost des mareschaulx et son procès faict et parfaict. »
Il est arrêté enfin le 8 octobre 1572 et ses complices en profitent d'abord pour s'emparer des fruits de ses brigandages. L'affaire fut terminée en un mois, car la Rouveraye comparaissait le 8 novembre 1572 devant les gens tenans le siège présidial d'Angers pour le Roy et pour Monseigneur le duc d'Anjou et Bourbonnais ».
La sentence rendue le 8 novembre 1572 par « les gens tenans le présidial » rappelait tous les crimes de Bressault. Le chef huguenot fut «< condamné à être par l'Exécuteur de la haute Justice tiré et extrait des dites prisons, et conduit en la place du Pillory de cette ville et là avoir la teste tranchée sur un échaufaut dressé pour cette fin ». Puis il était ordonné, en outre, qu'après l'exécution la tête du décapité « serait portée par l'Exécuteur à Château-Gontier, et mise au bout d'une lance, placée sur la principale porte et entrée de la dite ville ». Pour punition de la félonie commise par la Rouevraye envers le sieur de Racappé, le fief de Bressault avec ses dépendances fut confisqué, selon la Coutume d'Anjou, au profit du seigneur de Magnannes. Bressault était aussi condamné « à être mis et tendu en question extraordinaire pour y être ouï de ses complices auparavant l'execution ». Les parties intéressées recevraient les dédommagements auxquels elles avaient droit proportionnellement aux pertes qu'elles avaient subies, tant en nature qu'en argent.
Au dire de ses coreligionnaires, le Diable de Bressault alla au supplice « fort constamment avec étonnement de ses ennemis, et en chantant un psaume . » Pierre Louvet écrit seulement « qu'il eut la teste tranchée le dixiesme jour de novembre, vigile de la Saint Martin, » sur la place du Pilory, à Angers.

## Famille
Sa mère, Urbaine de Beaumanoir est veuve en 1551, elle épousa, en secondes noces, Anne de Guérin, seigneur de Chantepie, que nous trouvons détenu prisonnier au Grand conseil du roi, le 14 juin 1565, et qui la laissa veuve une seconde fois en 1572, ayant eu d'elle deux enfants Léonard et Renée de Guérin. Urbaine de Beaumanoir était morte en 1580, comme l'atteste, un aveu rendu pour le fief de la Maignane à la châtellenie de Champagne, le 10 octobre de cette année, par Nicolas, son fils et principal héritier.
Nicolas, son frère, se convertit en 1588, et les deux filles de ce dernier se marièrent à des catholiques : Florent de Bastard et Jean de Commarcé. Le nom s'éteignit alors.
Claude de Chivré, sœur de Jacques et de François de Chivré, fils de Jacques Ier de Chivré, seigneur du Plessis-Chivré, la Guénaudière, l'Estanget, la Chevalerie, maître d'hôtel de Monseigneur le duc d'Alençon, frère du roi, mari de Jeanne de Bouillé, dame d'honneur de la duchesse de Bar, s'unit en premières noces à René de la Rouveraye, sieur de Bressault. Après l'exécution de son mari, décapité à Angers pour ses crimes le 10 novembre 1572, elle se remaria à Pyrrhus L'Enfant. Le 9 décembre 1617, elle renonçait au calvinisme en présence de Grégoire Le Doisne, récollet, ayant pouvoir et authorité de Sa Sainteté et de Monseigneur l'evesque d'Angers d'absoudre l'hérésie. »

## Témoignages
- Pierre Louvet :« Il fut atteint et convaincu de plusieurs crimes et assassinats à l'encontre d'un très grand nombre de prestres et gens d'Église auxquels il coupoit les oreilles, les tuoit et massacroit et faisoit mourir cruellement de plusieurs et divers tourments et cruautez. »
- Jacques Auguste de Thou[40] : Renatus Roboreus Bessaldus, sacerdotibus infestus, quorum multos indigne mutilaverat.
- Brantôme : il s'était fait un baudrier d'oreilles de prêtres[41]. Pour Joubert, cet excès de barbarie ne fut pas reproché au chef calviniste par ses juges, et l'arrêt de condamnation, qui énumère tous les griefs articulés contre lui, ne rappelle pas cette férocité. Il convient, en outre, de remarquer que cette monstruosité fut attribuée aussi à d'autres personnages calvinistes du XVIe siècle.

## Sources partielles et références
- « René de la Rouveraye », dans Alphonse-Victor Angot et Ferdinand Gaugain, Dictionnaire historique, topographique et biographique de la Mayenne, Laval, A. Goupil, 1900-1910 [détail des éditions] (BNF 34106789, présentation en ligne)
- Archives départementales de la Mayenne, Chartrier de la Roë, vol. XLVII, f. 77.
- André Joubert, René de la Rouvraye.    Le Correspondant: religion, philosophie, politique,..., Volume 121
- Haag, La France protestante, aux mots La Rouveraie, La Motte-Thibergeau, Montgommery.
- Chartrier de Magnannes.
- Archives départementales de Maine-et-Loire, E. 3.878.
- Bodard de La Jacopière, Chroniques craonnaises
- Archives nationales, JJ. 195, f. 243 ; X/2a. 41.
- Revue du Maine, t. XIII, p. 202. Mariage de Christophlette de la Rouveraye avec Florent de Bastard